# Philisca doilu
Philisca doilu är en spindelart som först beskrevs av Ramírez 1993.  Philisca doilu ingår i släktet Philisca och familjen spökspindlar. Inga underarter finns listade i Catalogue of Life.